# Albert Dassié
Albert Dassié, né le 8 février 1913 à Pau et décédé le 14 août 2009 à La Baule-Escoublac, est un homme politique français.

## Biographie
Élève au lycée Eugène-Livet, il devient dessinateur industriel aux Ateliers et chantiers de Bretagne. Après son mariage avec Mlle Tiriau, il intègre les établissements Tiriau, une importante société nantaise de concessionnaires automobiles, dont il deviendra président-directeur général. Il est président de l'amicale des concessionnaires de l'Ouest et de l'amicale des concessionnaires Ford-Simca en France, ainsi que vice-président de la chambre syndicale du commerce de l'automobile.
Il est élu adjoint au maire de Nantes, Henry Orrion, en 1959.
Il est également membre du Conseil de l'Europe.

### Sports
Avec le cousin de son épouse, Roger Tiriau (en), il est champion de France de yachting à deux équipiers.
Il est le fondateur de plusieurs clubs de basket-ball, dont l'Association sportive Saint-Joseph (ASSJ) et l'Atlantique basket club (ABC Nantes).

## Distinctions
- Médaille d'honneur du travail, argent